# Rolandas Pavilionis
Rolandas Pavilionis (* 3. Juli 1944 in Šiauliai; † 10. Mai 2006 in Vilnius) war ein litauischer Wissenschaftler, Philosoph und Politiker und von 2004 bis zu seinem Tod Mitglied des Europäischen Parlaments für die Liberalų Demokratų Partija als Teil der Fraktion Union für ein Europa der Nationen.

## Ausbildung
Pavilionis legte sein Abitur 1962 an der Abendschule in Šiauliai ab, während er tagsüber in einem Fahrradwerk arbeitete. Im gleichen Jahr schrieb er sich an der Universität Vilnius an der Philologischen Fakultät ein. Das Studium wurde von 1963 bis 1966 durch den zweijährigen Grundwehrdienst in der Sowjetarmee unterbrochen. 1968 beendete Pavilionis das Diplomstudium und wechselte zur Aspirantur im Fachbereich Logik an die Akademie der Wissenschaften der Ukrainischen SSR, die er als Kandidat der Wissenschaften beendete.

## Forschung und Lehre
Nach mehreren Jahren Dozententätigkeit in Vilnius konnte Pavilionis von 1977 bis 1978 einen Forschungsaufenthalt bei dem Exillitauer Algirdas Julius Greimas an der Sorbonne durchführen, den er mit der Habilitation abschloss. 1982 wurde Pavilionis zum Professor an der Universität Vilnius berufen. Im Zuge von Glasnost und Perestroika war er einer der Protagonisten der Hochschulreform und der Beseitigung ideologisch geprägter Lehrinhalte von der Universität. Von 1988 an war er Prorektor und von 1990 bis 2000 Rektor. 
Pavilionis war ordentliches Mitglied mehrerer wissenschaftlicher Akademien und Träger verschiedener Orden und Auszeichnungen.

## Seimas-Mitglied
In der Kadenz von 2000 bis 2004 war Pavilionis als Parteiloser Abgeordneter des Seimas für die Naujoji Sąjunga. Hier war er in mehreren parlamentarischen Komitees und Ausschüssen tätig, insbesondere als Vorsitzender des Komitees für Bildung und Wissenschaft. Nach den Ereignissen des 11. September 2001 und der folgenden Eskalierung war er der einzige litauische Politiker, der sich offen gegen eine militärische Option und den Anschluss an die Koalition der Willigen aussprach. 

## EP-Mitglied
2004 wurde Pavilionis ins Europäische Parlament gewählt. 
Er war Stellvertretender Vorsitzender der Fraktion Union für ein Europa der Nationen,
Mitglied im  Ausschuss für Kultur und Bildung, Mitglied in der Delegation für die Beziehungen zu den Ländern Mittelamerikas,
Stellvertreter im Ausschuss für bürgerliche Freiheiten, Justiz und Inneres, Stellvertreter im Unterausschuss Menschenrechte
und Stellvertreter in der Delegation für die Beziehungen zu Belarus.
Nach seinem Tod rückte Eugenijus Maldeikis für ihn nach.

## Familie
Pavilionis war verheiratet mit Marija Aušrinė Pavilionienė (* 1944),  Philologin, Professorin und Politikerin.  Sein  Sohn ist Žygimantas Pavilionis (* 1971), Botschafter.

## Werke
Eine Auswahl in litauisch, russisch oder englisch erschienener Veröffentlichungen von Pavilionis. 
- Язык и логика, 1975
- Kalba. Logika. Filosofija, 1981
- Проблема смысла: современный логико-философский анализ языка, 1983
- Meaning and conceptual systems, Moscow: Progress, 1990.
- Prieš absurdą, 2000
- Tarp šviesos ir tamsos, 2000
- Prieš absurdą II, 2004
- Prasmė ir tapatumas, arba kelionė į save, 2005